# Tereré

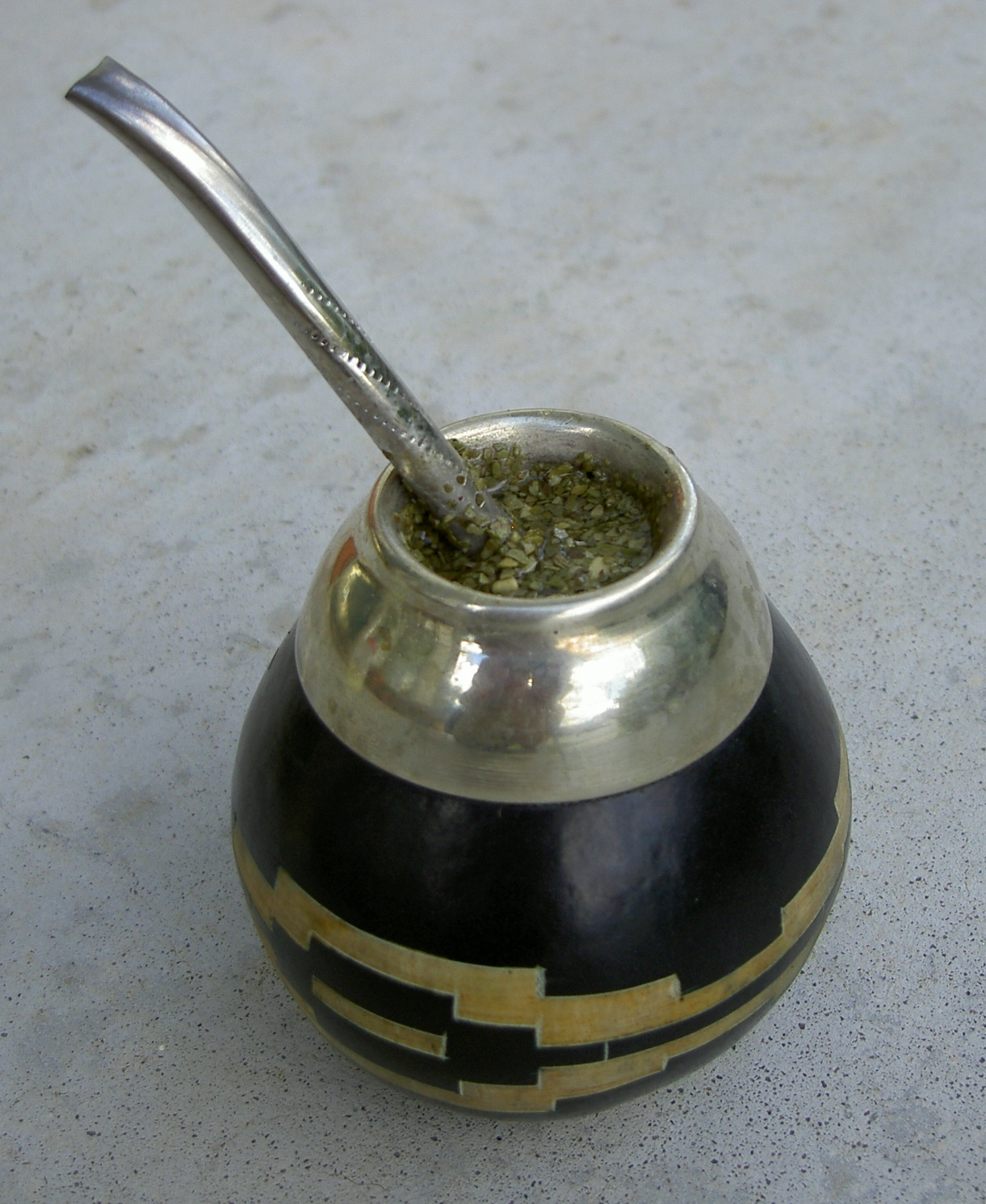
Tereré in traditioneel drinkvat

Tereré is een drank gemaakt van maté en koud water. De drank wordt voornamelijk gedronken in de deelstaat Mato Grosso do Sul, Brazilië en Paraguay. De bereiding is in principe gelijk aan de bereding van Maté-thee echter wordt bij de bereiding van tereré geen heet, maar koud water gebruikt. De tereré wordt vaak gedronken uit een aluminium beker waar dan een bombilla in staat, een metalen pijpje met onderaan een soort zeef. In de aluminium beker wordt maté gedaan waar dan weer koud water wordt bij gegoten. Door aan de bombilla te zuigen kan men dan de tereré drinken.
Het drinken van tereré is een heel sociaal gebeuren. Vaak zit er één persoon bij een vaatje met water (waarin ijs zit om het water koud te houden) en hij vult dan telkens de aluminium beker met koud water en geeft deze kringsgewijs door aan de personen die er zitten. Door het subtropische klimaat in de streken waar tereré wordt gedronken is het drinken van tereré goed om het vochtgehalte van het lichaam op peil te houden.